# Йежи Русек
Йѐжи Ру̀сек (на полски: Jerzy Rusek) е полски езиковед славист, българист, професор. Преподавател е в Института по славянски филология на Ягелонския университет, където дълги години е ръководител на Катедрата по българска и македонска филология. Член е на Полската академия на науките и на Полската академия на знанията. Носител е на Кавалерски кръст на Ордена на Възраждане на Полша, на Евтимиева награда на Великотърновския университет и на орден „Кирил и Методий“.

## Трудове
- Deklinacja i użycie przypadków w triodzie Chłudowa; studium nad rozwojem analityzmu w języku bułgarskim (Склонение и падежна употреба в Хлудовия триод. Изследване върху развоя на аналитизма в българския език) (1964) – докторска дисертация
- Studia z historii słownictwa bułgarskiego (1984)
- Kształtowanie się nowobułgarskiego języka literackiego (do roku 1878) (1990)
- Dzieje nazw zawodów w językach słowiańskich (1996)